# Ganaha Kazuki
Ganaha Kazuki (Naha, Okinava prefektúra, 1980. szeptember 26. –) japán válogatott labdarúgó.

## Nemzeti válogatott
A japán válogatottban 6 mérkőzést játszott, melyeken 3 gólt szerzett.

## Statisztika
| Japán válogatott | Japán válogatott | Japán válogatott |
| Időszak          | Mérk.            | gól              |
| ---------------- | ---------------- | ---------------- |
| 2006             | 6                | 3                |
| Összesen         | 6                | 3                |